# Kagiso Rabada
Kagiso Rabada (* 25. Mai 1995 in Johannesburg, Südafrika) ist ein südafrikanischer Cricketspieler, der seit 2014 für die südafrikanische Nationalmannschaft spielt.

## Kindheit und Ausbildung
Bei der ICC U19-Cricket-Weltmeisterschaft 2014 war er der beste Bowler des südafrikanischen Teams und konnte sich mit diesem erstmals den Titel sichern. Kurz darauf erhielt er einen Vertrag bei den Lions.

## Aktive Karriere

### Aufstieg in der Nationalmannschaft
Sein Debüt in der Nationalmannschaft gab er im November 2014 in der Twenty20-Serie in Australien. Im darauf folgenden Juli konnte er auch sein erstes ODI in Bangladesch absolvieren und dabei 6 Wickets für 16 Runs erzielen, unter anderem ein Hattrick, wofür er als Spieler des Spiels ausgezeichnet wurde. Es war das beste Bowlingergebnis eines Debütanten überhaupt. Im Oktober 2015 reiste er mit dem Team nach Indien. Im fünften ODI konnte er 4 Wickets für 41 Runs erreichen und gab sein Debüt im Test-Cricket. Bei der folgenden Tour gegen England konnte er zunächst im zweiten Test sein erstes Five-For im Test-Cricket erzielen, als ihm eine 5 Wickets für 78 Runs gelangen. Im dritten Test konnte er nach 7 Wickets für 112 Runs im ersten Innings 6 Wickets für 32 Runs im zweiten Innings hinzufügen und wurde als Spieler des Spiels ausgezeichnet. Im vierten ODI erreichte er dann noch einmal 4 Wickets für 45 Runs.
In der Folge wurde er für den ICC World Twenty20 2016 nominiert und konnte dort insgesamt 5 Wickets in den drei Spielen erreichen. Zu Beginn der Saison 2016/17 konnte er in Australien im ersten Test 5 Wickets für 92 Runs erreichen und wurde als Spieler des Spiels ausgezeichnet. Auf der folgenden Tour gegen Sri Lanka folgten im zweiten Test im ersten Inninfs 4 Wickets für 37 Runs und im zweiten 6 Wickets für 55 Runs und somit 10 Wickets für das gesamte Spiel. Auch dafür wurde er ausgezeichnet. Bei der Tour in England im Mai 2017 konnte er im dritten ODI 4 Wickets für 39 Runs erreichen und damit eine weitere Auszeichnung als Spieler des Spiels. Bei der ICC Champions Trophy 2017 war er weniger erfolgreich und konnte nur 1 Wicket erreichen. Gegen Bangladesch im Oktober 2017 gelangen ihm zunächst im zweiten Test mit 5 Wickets für 22 Runs und 5 Wickets für 30 Runs Five-for, für die er als Spieler des Spiels ausgezeichnet wurde. In den ODIs erreichte er dann auch 4 Wickets für 43 Runs im ersten Spiel. Im März 2018 traf er mit dem Team auf Australien und erreichte dort im zweiten Test zunächst 5 Wickets für 96 Runs und im zweiten innings dann 6 Wickets für 54 Runs, was ihm eine erneute Auszeichnung einbrachte.

### Formschwächen und Verletzungen
Im Sommer 2018 erreichte er gegen Sri Lanka 4 Wickets für 41 Runs im ersten ODI. Auch in Australien im November 2018 konnte er 4 Wickets für 54 runs erzielen. Beim Cricket World Cup 2019 blieb er hinter den Erwartungen zurück. Das Jahr 2019 verlief daher insgesamt enttäuschend für ihn, was auch darauf zurückgeführt wurde, dass er mit der Indien Premier League zu viele Spiele im Jahr gespielt hatte. Unterschenkelverletzungen zu Beginn und am Ende des Jahres 2020 sorgten auch in diesem für Probleme. Sein 200. Test-Cricket konnte er bei der Tour gegen Pakistan im Januar 2021 erreichen. Im Juni 2021 erreichte er im ersten Test in den West Indies mit 5 Wickets für 34 Runs wieder ein Five-for im Test-Cricket. Beim ICC Men’s T20 World Cup 2021 in den Vereinigten Arabischen Emiraten erreichte er zwar gegen Bangladesch (3/20) und England (3/48) jeweils drei Wickets, was jedoch nicht für den Halbfinaleinzug ausreichte. Im zweiten Test der Serie in Neuseeland im Februar 2022 erreichte er 5 Wickets für 60 Runs und wurde als Spieler des Spiels ausgezeichnet. Bei der folgenden Tour gegen Bangladesch erzielte er im zweiten ODI 5 Wickets für 39 Runs und damit das erste Five-for in ODIs nach seinem Debüt sieben Jahre zuvor. Im August 2022 erlitt er eine Knöchelverletzung und musste pausieren. Kurz darauf gelang ihm erneut ein Five-for (5/52) im ersten Test der Serie in England, wo er beim Innings-Sieg als Spieler des Spiels ausgezeichnet wurde. Im dritten Spiel folgten dann weitere vier Wickets (4/81), was jedoch an der Serienniederlage nichts mehr änderte.
Die Saison 2022/23 begann mit dem ICC Men’s T20 World Cup 2022, wo er jedoch nicht herausstechen konnte. In einer Test-Serie in Australien folgten dann im ersten Test zwei Mal vier Wickets in den beiden Innings (4/76 & 4/13). Im Februar konnte er in den Tests gegen die West Indies sechs Wickets (6/50) erreichen. In der Vorbereitung für die folgende Weltmeisterschaft erreichte er im September in der ODI-Serie gegen Australien drei Wickets (3/41). Beim Cricket World Cup 2023 war seine beste Leistung dann ebenfalls drei Wickets (3/33) gegen Australien. In der Test-Serie gegen Indien zum Jahresende folgten dann fünf (5/59) und drei Wickets (3/38). Beim ICC Men’s T20 World Cup 2024 gelangen ihm in der Super-8-Runde gegen die Vereinigten Staaten 3 Wickets für 18 Runs. Zusammen mit dem Team erreichte er das Finale, wo man gegen Indien unterlag. Im August folgte eine Test-Serie in den West Indies, wobei ihm in beiden Tests je drei Wickets (3/56 und 3/50) gelangen. Im Oktober folgte eine Test-Serie in Bangladesch, wo ihm insgesamt neun Wickets im ersten Spiel (3/26 & 6/46) und fünf Wickets (5/37) im zweiten Test, wofür er als Spieler der Serie ausgezeichnet wurde. Weitere drei Wickets folgten im dritten ODI (3/56) und im zweiten Test (3/55) gegen Pakistan im Dezember. Bei der ICC Champions Trophy 2025 gelangen ihm drei Wickets (3/36) in der Vorrunde gegen Afghanistan. Im April zog er sich aus persönlichen Gründen aus der Indian Premier League 2025 zurück. Erst später wurde bekannt, das er im Januar während der SA20 2024/25 positiv auf Kokain getestet wurde und während der IPL eine einmonatige Sperre absolvierte. Im Juni gewann er mit dem Team das Finale der ICC World Test Championship 2023–2025, wobei ihm insgesamt neun Wickets (5/51 & 4/59) und damit den ersten Weltmeistertitel für das südafrikanische Nationalteam.